# Amentaceae

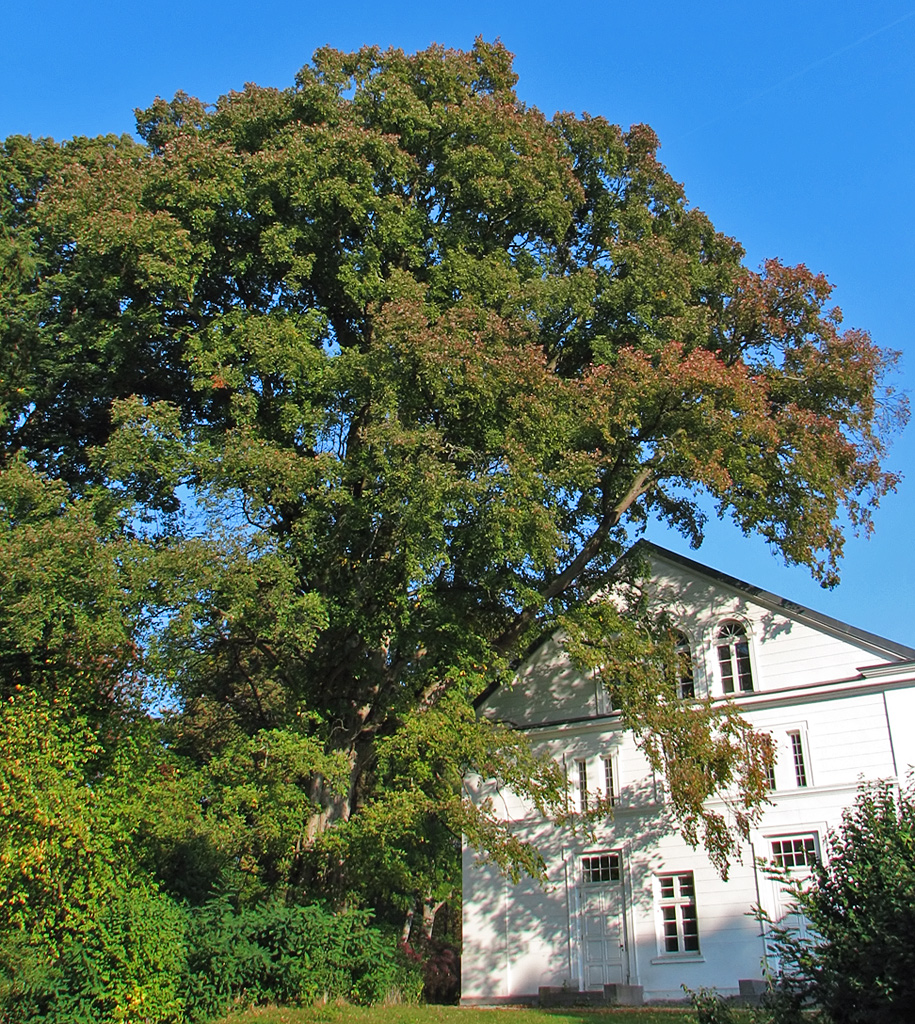
Ulmus

Amentaceae, na classificação taxonômica de Jussieu (1789), é uma ordem botânica da classe Dicotyledones, Diclinae (flores unissexuadas), Apetalae (não tem corola), com os estames separados; isto é, em uma flor diferente dos pistilos.
Apresenta os seguintes gêneros:
- Fhotergilla, Ulmus, Celtis, Salix, Populus, Myrica, Betula, Carpinus, Fagus, Quercus, Corylus, Liquidambar, Platanus.